# Ice Bowl
Ice Bowl ist die Bezeichnung für das 1967 ausgetragene NFL Championship Game zwischen den Green Bay Packers und den Dallas Cowboys, das bei −25 Grad Celsius stattfand.

## Vorgeschichte
Das Spiel wurde am 31. Dezember 1967 im Stadion der Stadt Green Bay, dem Lambeau Field, zwischen den Green Bay Packers unter dem Head Coach Vince Lombardi und dem Quarterback Bart Starr und den Dallas Cowboys unter ihrem Head Coach Tom Landry und dem Quarterback Don Meredith ausgetragen. Der Gewinner des Spiels war für das AFL-NFL World Championship Game qualifiziert. Dieses Spiel wurde später in Super Bowl II umbenannt.
Vor dem Spiel hatte es in Green Bay kräftig geschneit. Das offene Stadion war mit einem Astro Turf und einer Rasenheizung versehen. Diese sorgte dafür, dass der Schnee taute. Aufgrund eines starken Kälteeinbruchs gefror das Tauwasser zu einer festen über das ganze Spielfeld verteilten Eisplatte. In der NFL war bis zu diesem Zeitpunkt noch nie ein Spiel wegen widrigen Wetterbedingungen ausgefallen. Das Spiel wurde daher bei −25 Grad Celsius angepfiffen.
Es handelte sich laut National Weather Service um den kältesten 31. Dezember, der jemals seit Einführung offizieller Wetterstationen in Green Bay gemessen worden war.

## Spiel
Favoriten für den Sieg waren die Packers. Die Cowboys schienen als Team aus Texas an solch widrige Bedingungen nicht gewohnt zu sein. Die Packers waren an Kälte gewöhnt. Beiden Mannschaften machte allerdings der glatte Untergrund zu schaffen, was die Fehlerquote erhöhte.
Der Spielverlauf gab zunächst den Packers-Fans Recht. Zwei Pässe von Starr zu dem Wide Receiver Boyd Dowler sorgten für eine schnelle 14:0-Führung. Dann kippte das Spiel. Zunächst wurde ein Fumble von Starr durch den Cowboys Defensive End George Andrie in die Endzone der Packers getragen, danach ließ der Safety der Packers Willie Wood den Ball nach einem Puntreturn fallen, was die Cowboys wieder in Ballbesitz brachte. Der Kicker der Cowboys, Danny Villanueva, erzielte den 14:10-Halbzeitstand. Im vierten Spielviertel gelang dem  Runningback der Cowboys, Dan Reeves, ein 50 Yards Pass zu Wide Receiver Lance Rentzel in einem Halfback Option Spielzug, der in einem Touchdown zum 17:14 für seine Mannschaft resultierte. Das Spiel hatte sich gedreht. Fünf Minuten vor Spielende begann Bart Starr weit in der eigenen Hälfte. Von dort gelang es ihm mit kurzen Pässen bis vor die Endzone der Cowboys zu kommen. Ein Yard vor der Endzone war zunächst Endstation. 16 Sekunden vor Schluss nahm Starr eine Auszeit und zur Überraschung aller versuchten sich die Packers nicht mit einem Field Goal in die Verlängerung zu retten, sondern schickten Starr mit seiner Offense erneut auf das Feld. Erwartet wurde nun, dass Starr versuchen würde mit einem Pass zu einem Wide Receiver in die Endzone zu gelangen, doch stattdessen lief er selbst mit seinem Center Ken Bowman und seinem Guard Jerry Kramer als Blocker in die Endzone. Es stand 21:17 für die Packers. Sie hatten das Spiel unter widrigsten Bedingungen gewonnen.

## Konsequenzen
Zahlreiche Spieler zogen sich während des Spiels Erfrierungen zu oder erkrankten nach dem Spiel. Die Halbzeitshow fiel aus, die Musikinstrumente der Mitglieder der Marching Band waren eingefroren und die Mundstücke klebten an den Lippen der Musiker fest. Sieben Musiker kamen mit Verletzungen in Krankenhäuser. Auch die Trillerpfeifen der Schiedsrichter wurden in Mitleidenschaft gezogen und hafteten an den Lippen der Schiedsrichter.
Die Packers gewannen mit dem Ice Bowl die fünfte NFL-Meisterschaft in sieben Jahren und zogen in den Super Bowl II ein. Diesen gewannen sie mit 33:14 gegen die Oakland Raiders.
Spielabsagen sind auch heute in der NFL so gut wie unbekannt. Gespielt wird bei fast jedem Wetter.